# Marek Šindler
Marek Šindler (* 21. července 1992 Opava) je bývalý český vodní slalomář, kanoista závodící v kategorii C2. Jeho partnerem v lodi byl Jonáš Kašpar. Kariéru ukončil v roce 2018 po vyřazení kategorie C2 ze šampionátů i Světového poháru.
Na světových šampionátech dosáhl největšího úspěchu na MS 2013, kde s českým týmem vyhrál závod hlídek. O rok později, na Mistrovství světa 2014, získal v hlídkách bronzovou medaili. Na Mistrovství Evropy 2017 vybojoval bronzové medaile jak v individuálním závodě C2, tak v závodě hlídek. Z ME 2018 si přivezl zlato z individuálního závodu a stříbro ze závodu hlídek.
Letních olympijských her se poprvé zúčastnil v roce 2016, tamní závod dokončila jeho loď na osmém místě. Finálová jízda se zpočátku vyvíjela dobře, česká posádka měla náskok na průběžně vedoucí Slováky, ale téměř u konce se jejich loď na chvíli převrhla a v dalších brankách Kašpar se Šindlerem navíc získali čtyřsekundovou penalizaci.